# Diceros bicornis michaeli
Il rinoceronte nero orientale (Diceros bicornis michaeli, Zukowski 1965), noto anche come rinoceronte nero dell'Africa orientale, è una sottospecie di rinoceronte nero. Il numero dei suoi esemplari è molto basso a causa del bracconaggio per il suo corno e viene classificato come criticamente minacciato.

## Descrizione
Il rinoceronte nero orientale si distingue dalle sottospecie meridionali per avere il corno più lungo, più sottile e ricurvo. La sua pelle, inoltre, è molto grinzosa. È stato riportato che Diceros bicornis michaeli sia più aggressivo delle altre tre sottospecie di rinoceronte nero. È un brucatore e vive nelle foreste d'altitudine e nelle savane.

## Popolazione e minacce
Un tempo era diffuso in Etiopia, Sudan, Somalia, Tanzania, Kenya ed Uganda. Ora si può incontrare solamente  in Kenya (dove sopravvive l'86,3% della popolazione rimasta) ed in Tanzania settentrionale. Un piccolo nucleo vive in Sudafrica nel Parco nazionale Addo Elephant, qui introdotti nei primi anni '60, per salvarli dai bracconieri.
Nel corso delle ultime tre generazioni questi animali hanno avuto un triste declino del 90% e la loro popolazione è stabile soltanto in Kenya. Nel 2001 si stimava che fossero rimasti in natura solamente 498 rinoceronti. Sono minacciati soprattutto dal bracconaggio per via dei loro corni.